# Rhynchosia elisae
Rhynchosia elisae là một loài thực vật có hoa trong họ Đậu. Loài này được O. Téllez miêu tả khoa học đầu tiên năm 1995.